# ندای وظیفه: الیت
ندای وظیفه: الیت توسط شرکت زیردست اکتیویژن، بیچ‌هد‌استودیوز، توسعه‌یافته که فقط یک برنامه است. این برنامه اجازه می دهد که از وضعیت طول‌زمان فرانچیز ندای وظیفه خبر و به فضاهای مجازی دسترسی داشته باشید. این سرویس یا اپلیکشن بعد از انتشار ندای وظیفه: جنگاوری نوین ۳، به شما اجاز خرید اشتراک ویژه را میداد که پس از عرضه ندای وظیفه: بلک آپس ۲، رایگان شد  در ۲۸ فوریه ۲۰۱۴، اکتیویژن، این سرویس را به نفع محصولات تلفن همراه خود تعطیل کرد.

## جنگاوری نوین ۳
در حالی که یک نسخه رایگان در دسترس است، بخش مبتنی بر اشتراک الیت شامل ویژگی‌های ممتاز انحصاری مانند ماهانه محتوای قابل دانلود، مسابقات روزانه با جوایز مجازی و واقعی، امکان ارتقاء سطح قبیله بازیکنان، تجزیه و تحلیل حرفه‌ای و استراتژی‌ها، Elite TV و موارد دیگر.

## بلک آپس ۲
این سرویس قبلاً در طول ندای وظیفه: جنگاوری نوین ۳ یک گزینه اشتراک ممتاز داشت. با این حال، پس از انتشار "ندای وظیفه: بلک آپس ۲" رایگان شد.
الیت در بلک آپس ۲ آمار عملکرد پیشرفته بازیکنان، سیستم مدیریت قبیله، تابلوهای امتیازات برای حالت خدای زامبی، سرگرمی های ویدئویی دیجیتال، و ادغام اجتماعی را ارائه می دهد، عمدتاً ویژگی های مورد نیاز یک اشتراک ممتاز در جنگاوری نوین ۳. محتوای دانلودی بلک آپس ۲ در بسته‌های DLC استاندارد با هزینه‌ای اسمی منتشر شد.

## تاریخ
در ابتدا توسط The Wall Street Journal اعلام شد و در E3 2011 توسط اکتیویژن به نمایش گذاشته شد. افشای رسمی رسمی انجام شد در اکس‌پی در سپتامبر ۲۰۱۱.
نسخه بتای عمومی در ۱۴ جولای ۲۰۱۱ بر روی اکس‌باکس ۳۶۰ به طور انحصاری برای بلک آپس منتشر شد. دعوت‌نامه‌ها برای نسخه پلی‌استیشن ۳ در ۱۷ سپتامبر ۲۰۱۱ ارسال شد. ندای وظیفه: الیت به‌طور رسمی در ۸ نوامبر ۲۰۱۱ همزمان با انتشار جنگاوری نوین ۳ عرضه شد. اما نسخه رایانه شخصی برای تاریخ نامعلومی به تعویق خواهد افتاد. در بیانیه رئیس استودیوی بیچ هد‌ استودیوز، چاکو سونی: «نسخه رایانه شخصی باید از محیط کامپیوتر ایمن اطمینان حاصل کند. واقعاً گسترده است. ما برای رسیدن به آن به زمان بیشتری نیاز داریم، بنابراین الیت در رایانه شخصی در روز اول راه اندازی نخواهد شد. این سرویس در کنسول Wii در دسترس نیست ، به دلیل نداشتن قابلیت اینترنت.»  اکتیویژن در ۱۵ تأیید کرد که آنها هنوز در حال کار بر روی نسخه الیت برای بازیکنان رایانه شخصی هستند. الیت پس از انتشار جنگاوری نوین ۳ با خدمات متناوب مواجه شد. در ۸ نوامبر ۲۰۱۱، این سرویس برای کاربران غیرمجاز تا ۱ دسامبر ۲۰۱۱ متوقف شد. استودیو بیچ‌هد اذعان کرده است که برنامه کنسول تقاضای بی‌سابقه‌ای داشته است و بنابراین باعث بسیاری از قطعی‌ها شده است. پس از مشکلات مختلف در اطراف و اطراف اکتیویژن تصمیم گرفت به طور خودکار اشتراک هر عضو پرداخت کننده را ۳۰ روز تمدید کند. با این حال، اعضای پلی استیشن ۳ و پریمیوم رایانه باید سهم خود را از محتوای الیت پس از اعضای پریمیوم اکس‌باکس ۳۶۰ به دلیل قرارداد مداوم بین مایکروسافت و اکتیویژن دریافت کنند. اکتیویژن همچنین اعلام کرد که این سرویس به طور کامل برای هر دو رایگان عملیاتی خواهد شد. و کاربران ممتاز تا ۱ دسامبر ۲۰۱۱.
تا ۳۱ مارس ۲۰۱۲، ۱۰ میلیون بازیکن برای این سرویس ثبت نام کرده بودند، که ۲ میلیون نفر از آنها اعضای با پرداخت حق بیمه بودند. این سرویس در ۲۸ فوریه ۲۰۱۴ تعطیل شد.

## اتصال
ندای وظیفه الیت یک برنامه کنسول برای نسخه‌های اکس باکس ۳۶۰ و پلی استیشن ۳ بازی دارد. برنامه کنسول به کاربران اجازه می دهد به ندای وظیفه: الیت در کنسول های خود دسترسی داشته باشند. الیت یک برنامه تلفن همراه دارد که به کاربران اجازه میدهد به ندای وظیفه: الیت در تلفن هوشمند خود دسترسی داشته باشند. علاوه بر این الیت دارای فیس بوک ادغام است که به کاربران دارای حساب های فیس بوک اجازه می دهد تا دوستان فیس بوک خود را هنگامی که به هر «ندای وظیفه» آنلاین می شوند، ببینند. عنوان و به آنها امکان می دهد دوستان خود را از برنامه فیس بوک به لابی دعوت کنند. اکنون غیرفعال شده است.

## انتشار محتوای دانلودی
الیت دسترسی به محتوای قابل دانلود (DLC) را ارائه داد که به آن Content Drops می‌گفتند، شامل مأموریت‌های اضافی و نقشه‌های چند نفره جدید. این دراپ‌ها با معرفی نقشه‌های چندنفره لیبراسیون و پیازا آغاز شد که در ۲۴ ژانویه ۲۰۱۲ در دسترس بازیکنان اکس باکس ۳۶۰ و در فوریه ۲۰۱۲ برای بازیکنان پلی استیشن ۳ قرار گرفت. وب‌سایت الیت قول دسترسی به "۲۰ نقشه چند نفره جدید، ماموریت‌های عملیات ویژه و موارد دیگر" را در طول فصل محتوا در سال ۲۰۱۲ داده بود. اما در صفحه توییتر رابرت بولینگ (fourzerotwo@) فاش شد که برای فصل ۲۰۱۲ ۲۴ محتوا به اضافه وجود خواهد داشت.

## خاموش شدن
ندای وظیفه: الیت در ۲۸ فوریه ۲۰۱۴ پس از دو سال اجرا بسته شد. اکتیویژن پس از خاموش شدن بیانیه ای منتشر کرد و از طرفداران برای حمایت آنها تشکر کرد و همچنین بیان کرد که آنچه به عنوان الیت شروع شد به برنامه تلفن همراه تبدیل شد.

## مراجع
1. 1 2 3  "Black Ops 2 Elite Service Will Be Free - IGN". 15 October 2012. Archived from the original on 2013-10-10. Retrieved 2013-06-05.
2. ↑  "Call of Duty: Elite - شامل چه مواردی است؟". 2 سپتامبر 2011. Archived from the original on 23 September 2011. Retrieved 3 September 2011.
3. ↑  Houghton, David (31 May 2011). "Call of Duty Elite رسما اعلام کرد: CoD خود را به صورت اجتماعی شبکه می کند، بسیار شبیه Bungie.net است اما با محتوای پولی". GamesRadar. Archived from the original on 11 November 2017. Retrieved 2018-03- 05. {{cite web}}: Check date values in: |access-date= (help)
4. ↑  نگاک (7 سپتامبر 2011). "جزئیات Call of Duty Elite". CBS News. Retrieved 4 October 2011. {{cite news}}: |archive-url= requires |archive-date= (help); Unknown parameter |archive date= ignored (|archive-date= suggested) (help); Unknown parameter |اول= ignored (help)
5. ↑  "Call of Duty Elite To Begin Armed مبارزه تا دسامبر". 19 نوامبر 2011. Archived from the original on 22 November 2011. Retrieved 20 November 2011. {{cite web}}: Unknown parameter |آخرین= ignored (help); Unknown parameter |اول= ignored (help); Unknown parameter |بایگانی-date= ignored (help)
6. ↑  .com/news/call-of-duty-elite-subscribers-to-get-extra-month-free-6344770 "30 روز تمدید برای اعضای ممتاز". GameSpot. 11 نوامبر 2011. Archived from the original on 20 January 2012. Retrieved 20 January 2015. {{cite web}}: Check |url= value (help); Unknown parameter |آخرین= ignored (help); Unknown parameter |اول= ignored (help)
7. ↑  با فرا رسیدن اواسط دسامبر، Activision ضرب الاجل عملیاتی خود را تا پایان ژانویه تغییر داد. از 10 فوریه، سرویس Elite هنوز بسیار ناقص است.
8. ↑  "Call of Duty Elite 10 میلیون کاربر دارد، 2 میلیون پرداخت - Eurogamer". Eurogamer. net. 9 مه 2012. Archived from the original on 12 December 2013. Retrieved 2014-05-03.
9. ↑  Bramwell, Tom (17 آگوست 2011). "Console App for Call of Duty: Elite". Eurogamer.net. Eurogamer. Retrieved 2011-08-22 بایگانی. {{cite news}}: Check date values in: |access-date= و |date= (help); Unknown parameter |-date= ignored (help)نگهداری CS1: url-status (link)
10. ↑  Perez, Daniel (31 مه 2011). "Call of Duty: Elite راه اندازی در کنار MW3 در آیفون، اندروید و فراتر از آن". Archived from the original on 30 August 2011. Retrieved 20 September 2011.
11. ↑  Engen, Josh (3 September 2011). .TmmutNSMuSo "CoD XP: CoD: Elite Includes Facebook Integration". CheatCodeCentral. Retrieved 9 September 2011. {{cite web}}: Check |url= value (help)[پیوند مرده]